# Oroftiana
Oroftiana – wieś w Rumunii, w okręgu Botoszany, w gminie Suharău. W 2011 roku liczyła 956 mieszkańców.